# Palaeomolis serarum
Palaeomolis serarum är en fjärilsart som beskrevs av Grum-grshimailo 1899. Palaeomolis serarum ingår i släktet Palaeomolis och familjen björnspinnare. Inga underarter finns listade i Catalogue of Life.